# Aporandria specularia
Aporandria specularia (лат.) — вид бабочек из семейства пядениц (Geometridae), единственный в составе рода Aporandria.

## Распространение
Южная и Юго-Восточная Азия (Шри-Ланка, Индия, Вьетнам, Таиланд, Андаманские острова, Малайзия, Суматра, Борнео, Филиппины и Сулавеси). Это низменный вид, населяющий как лесные, так и нарушенные или возделываемые территории.

## Описание
Бабочка средних размеров, размах крыльев около 6 см. Имеет косо прямоугольные щупики (простирающиеся вперед), с толстой чешуей и выходящие за острый передний пучок щетинок. Усики двоякогребенчатые (гребешки с обеих сторон), с длинными ветвями до двух третей длины у обоих полов. Задняя голень не расширена. Передние крылья с выступающей острой вершиной. Внешний край косой. Жилки 3 и 4 от угла ячейки или короткостебельчатые. Жилки 6, 7, 8, 9 и 10 черешковые, жилка 11 свободная. Задние крылья со скошенным внешним краем у 4 жилки; жилки 3, 4 и 6, 7 на ножке.
Размах крыльев самца составляет около 5 см, а самки — 6 см; основная окраска горохово-зелёная. Щупики и лоб шоколадного цвета. Вертекс головы белый. Передние крылья с тёмным пятном на конце ячейки. Задние крылья с жёлто-зелёным основанием. Большая лунчатая розоватая отметина с коричневыми краями и чёрным пятном на конце ячейки, простирающаяся к косте и внутреннему краю в виде нечёткой полосы. Оба крыла со следами волнистой постмедиальной линии. Нижняя сторона щупиков, грудь и основание крыльев серебристо-белые.

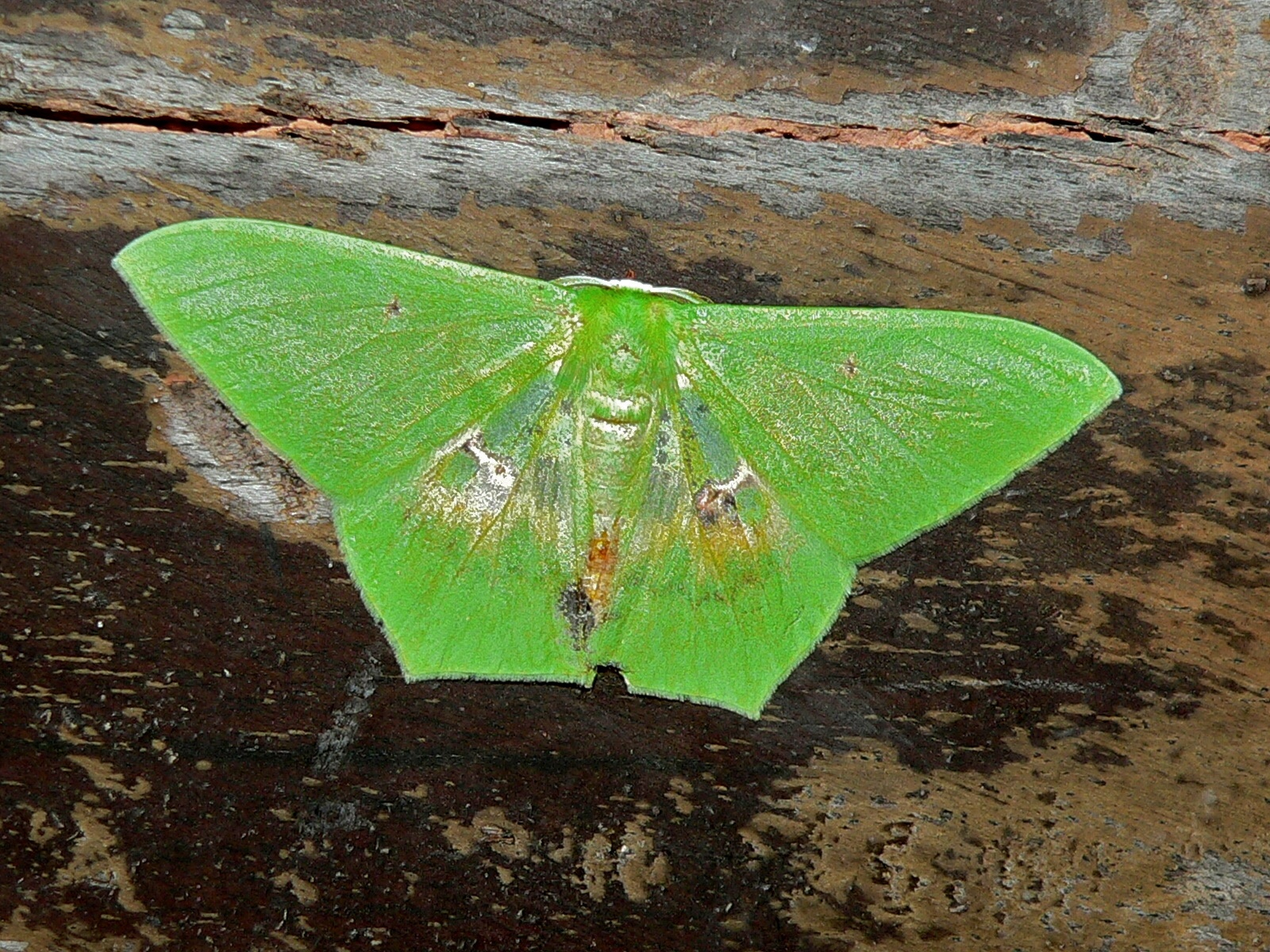

Гусеница стройная, с зелёным телом. Голова сильно раздвоенная. Настоящие ноги бледно-лилово-красные с более тёмными пятнами. Ранние возраста гусениц тёмно-жёлтые. В состоянии покоя он выглядит как веточка. Яйца толстые, удлиненно-овальные, дискообразные. Личинки были найдены на Mangifera, Terminalia, Eugenia, Areca, Rhizophora и Nephelium.

## Таксономия
Вид Aporandria specularia был впервые описан в 1857 году французским энтомологом Ашилем Гене (1809—1880) под названием Geometra specularia Guenée, 1857.
В 1894 году английский энтомолог Уильям Уоррен (1839—1914) выдели его в отдельный род Aporandria.